# Kungadömets domsaga
Kungadömets domsaga utgjorde 1680-1879 en domsaga i Södermanlands län före 1861 benämnd Oppunda, Villåttinge, Jönåkers, Rönö och Hölebo häraders domsaga.

## Administrativ historik
Kungadömets domsaga bildades 1680 och upphörde 31 december 1878 då den delades upp i Nyköpings domsaga och Oppunda och Villåttinge domsaga.
Domsagan lydde under Svea hovrätt. Fem tingslag låg under domsagan.

## Tingslag
- Hölebo tingslag
- Jönåkers tingslag
- Rönö tingslag
- Oppunda tingslag
- Villåttinge tingslag

## Häradshövdingar
- 1680–1691 Johan von Bysing
- 1692–1717 Lennart Ekebom (Ekfelt)
- 1717–1733 Johan Kloo
- 1733–1750 Olof Montan
- 1750–1762 Bengt Bergman
- 1762–1775 Johan Peter Gripenbjelke
- 1775–1782 Erik Uggla
- 1782–1821 Paul von Jacobsson
- 1821–1840 Carl Törnebladh
- 1841–1876 August Helleday